# Mega Man X4
Mega Man X4 (Rockman X4 au Japon), est un action-plates-formes développé et édité par Capcom sur Saturn, PlayStation et PC (Windows). C'est le quatrième volet de la série Mega Man X. Le jeu est par la suite réédité sur téléphone mobile,,,,,,,,,,,.

## Trame
Quelque temps après la crise de Doppler Town se déroulant dans Mega Man X3, les Laboratoires Cain reçoivent le mandat de concevoir une force militaire complémentaire aux chasseurs de Mavericks. Cette force armée, entièrement constituée de Réploïdes, voit le jour sous le nom de Repliforce (Mot-valise de réploïde et force).
Néanmoins, à peine six mois après son entrée en fonction, la Repliforce est jugée inefficace et potentiellement dangereuse. La situation devient explosive lorsqu'un formidable attentat provoque la chute de Sky Lagoon, vaste cité flottante, tuant des centaines, voire des milliers d'humains et de Réploïdes. Accusée d'avoir orchestré la tragédie, la Repliforce riposte aussitôt en déclarant son indépendance, quitte à recourir à la force des armes.
Au quartier général des chasseurs, l'heure est grave. Afin de prévenir une guerre d'envergure, X et Zero sont envoyés procéder à des frappes stratégiques contre le groupe renégat.

### Système de jeu
Parallèlement à Mega Man 8, Mega Man X4 incarne le passage d'une franchise à succès vers les consoles 32-bits. Les similitudes avec son équivalent de la série classique sont d'ailleurs frappantes : le style visuel a été retravaillé, les sprites sont plus détaillés et bénéficient d'une plus grande palette d'animations et des séquences animées renforcent la présentation narrative du jeu.
Mega Man X4 reprend en gros la formule des précédents  volets de la série Mega Man X en y apportant son lot de nouveautés et d'améliorations. Au début du jeu, le joueur sélectionne son personnage entre X et Zero. Contrairement aux jeux suivants, ce choix est définitif : il ne sera pas possible de changer de personnage sans commencer une nouvelle partie. Chaque personnage possède ses propres forces et faiblesses. Par exemple, X excelle au combat à distance, tandis que Zero est maître du combat rapproché grâce à son sabre. À la différence de Mega Man X3, Zero est complètement jouable et possède des aptitudes de combat différentes de X. C'est le premier Mega Man X où le personnage du joueur interagit avec le Maverick avant le début du combat.

### Fourth Armor
Fidèle à la tradition de la série, Mega Man X4 reprend le concept d'armure de combat que X peut utiliser pour améliorer ses capacités, à condition d'en récupérer les différentes pièces.
La Fourth Armour est composée du casque qui élimine le besoin en énergie des armes spéciales (uniquement pour les tirs non chargés), du corps, qui réduit les dégâts et active l'attaque ultime Nova Strike, du buster permettant de tirer un puissant tir plasma capable d'infliger des dégâts supplémentaires ou de charger d'avance quatre tirs chargés et de les tirer à sa guise, et de la jambe, qui permet d'effectuer une charge aérienne (Air Dash) et de flotter temporairement dans les airs. La Fourth Armor est le dernier système d'armure traditionnel de la série, tel qu'introduit dans Mega Man X.

### Ultimate Armor
L'Ultimate Armor nécessite un code triche pour être utilisée. Sa particularité, outre son apparence, réside dans sa capacité d'exécuter à volonté la Nova Strike.

## Nouveaux personnages
General est le dirigeant suprême de la Repliforce. Accusé d'être l'instigateur de l'attentat de Sky Lagoon, il décide d'entamer un coup d'État. Colonel est le bras droit de General. Il est également un bon ami de Zero. Lorsque la Repliforce entre en guerre, Colonel choisit, malgré l'avis de sa sœur Iris, d'affronter le Chasseur rouge en combat singulier. Iris est la sœur de Colonel. Malgré son affiliation à la Repliforce, elle décide de déserter l'organisation afin d'aider Zero à mettre un terme aux ambitions belligérantes de General. Double est une nouvelle recrue des chasseurs. Il est le navigateur de X pendant les opérations. Malgré sa bonne volonté, ce chasseur de niveau D n'inspire que mépris de la part de ses collègues. Ce qu'ils ignorent, c'est que Double est en réalité un espion de Sigma. Sous son apparence empotée se cache un assassin fourbe et sanguinaire.

## Mavericks
| Nom anglais    | Nom japonais    | Apparence  | Niveau         | Arme           | Technique                              | Faiblesse                   |
| -------------- | --------------- | ---------- | -------------- | -------------- | -------------------------------------- | --------------------------- |
| Web Spider     | Web Spidus      | Araignée   | Jungle         | Lightning Web  | Raijingeki (Thunder God Attack)        | Twin Slasher / Shippuuga    |
| Cyber Peacock  | Cyber Kujacker  | Paon       | Cyberspace     | Aiming Laser   | Rakuhouha (Fallen Phoenix Break)       | Soul Body / Ryuenjin        |
| Storm Owl      | Storm Fukuroul  | Hibou      | Air Force      | Double Cyclone | Tenkuuha (Sky Command)                 | Aiming Laser / Rakuhouha    |
| Magma Dragoon  | Magmard Dragoon | Dragon     | Volcano        | Rising Fire    | Ryuuenjin (Dragon Flame Blade)         | Double Cyclone / Raijingeki |
| Jet Stingray   | Jet Stingren    | Raie       | Marine Base    | Ground Hunter  | Hienkyaku (Flying Swallow Kick)        | Frost Tower / Hyouretsuzan  |
| Split Mushroom | Sprit Mushroom  | Champignon | Bio Laboratory | Soul Body      | Kuuenbu/Kuuenzan (Sky Waltz/Sky Slash) | Lightning Web / Raijingeki  |
| Slash Beast    | Slash Beastleo  | Lion       | Military Train | Twin Slasher   | Shippuuga (Hurricane Fang)             | Ground Hunter / Raijingeki  |
| Frost Walrus   | Frost Kibatodos | Morse      | Snow Base      | Frost Tower    | Hyouretsuzan (Ice Fury Slash)          | Rising Fire / Ryuuenjin     |